# کلارا راینائی
کلارا راینائی (مجاری: Rajnai Klára؛ زادهٔ ۲۱ نوامبر ۱۹۵۳) قایقران کایاک اهل مجارستان است.